# Sable Island
Sable Island (île de Sable, bogstaveligt talt "sandøen") er en lille canadisk ø, der ligger i Nordatlanten omkring 300 km sydøst for Halifax i Nova Scotia, Canada og omkring 175 km sydøst for det nærmeste fastland i Nova Scotia. Den er kendt for hesteracen Sable Islandspony i Canadas tidlige historie.
I dag er øen fredet og den drives af Parks Canada, som har tre mand udstationeret på øen året rundt, der udsteder tilladelser til at besøge øen. Om sommeren er der flere mennesker på øen både i form af turister og forskere.
Sable Island er en del af District 7 i Halifax Regional Municipality i Nova Scotia.
Øen er også et beskyttet naturreservat under National Park Reserve samt et Important Bird Area.
Over 350 skibe er forlist i nærheden af Sable Island og i 1801 anlagdes en redningsstation på øen.
Der er gjort flere forsøg på at plante fyrretræer på Sable Island for at stoppe sandflugten, men træerne overlever ikke. Der er bare ét lille fyrretræ tilbage. Det er kroget og kun en meter højt, men det pyntes med lys og juletræskugler hvert år til jul.